# Stellaland
Stellaland (offiziell niederländisch Republiek Stellaland) war eine kurzlebige Burenrepublik. Gegründet 1882, vereinigte sich die Republik Stellaland bereits nach zwei Jahren mit der Republik Goshen zu den Vereinigten Staaten von Stellaland.
An Stellaland grenzten das britische Protektorat Betschuanaland in Norden und Westen und die Südafrikanische Republik im Osten und Süden. Heute ist das Gebiet Teil der Republik Südafrika.

## Geschichte

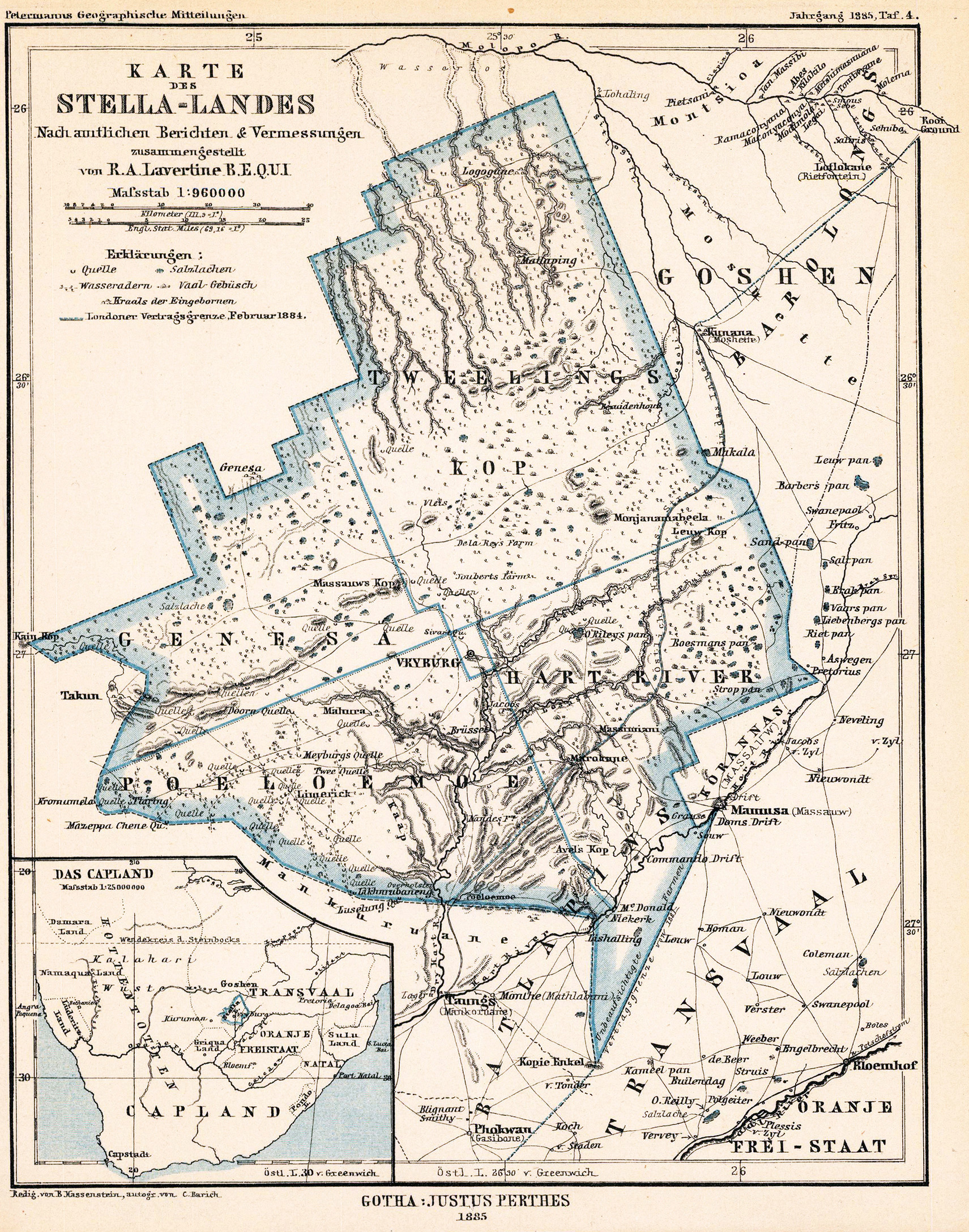
Stellalandes um 1884 (veröffentlicht 1885 in Petermanns Geographische Mitteilungen)

Stellaland verdankte seine Entstehung einem Konflikt zwischen den einheimischen Stämmen der Batlaping und der Koranna. David Massouw, der Führer der Koranna, hatte einer Gruppe von etwa 400 Buren Siedlungsland als Gegenleistung für die Unterstützung im Kampf gegen die Batlaping versprochen. Nach dem Sieg über diese wurde die Republik am 26. Juli 1882 offiziell gegründet.
Erster und einziger Präsident der Republik war Gerrit Jacobus van Niekerk (1849–1896). Die Buren bildeten eine Kommission, die das Gebiet der zukünftigen Hauptstadt Vryburg und exakt 416 Parzellen absteckte. Diese Parzellen wurden dann über ein Losverfahren verteilt.
Die Republik Stellaland war in fünf Feldkornetschaften eingeteilt:
- Genesa (Nordwesten)
- Tweelings-Kop (Nordosten)
- Hart-Rivier (Südosten)
- Poeloemoe (Südwesten)
- Vryburg (Zentrum)